# Angela Arcangeli
Angela Arcangeli (Rimini, 12 aprile 1971) è un'ex cestista italiana Alta 180 cm, ha giocato nel ruolo di ala.

## Carriera
Con l'Italia ha disputato i Giochi olimpici di Barcellona 1992, i Campionati mondiali del 1994 e due edizioni dei Campionati europei (1991, 1993).